# Adi Shankar
 (décembre 2023).
La mise en forme du texte ne suit pas les recommandations de Wikipédia : il faut le « wikifier ».
Les points d'amélioration suivants sont les cas les plus fréquents. Le détail des points à revoir est peut-être précisé sur la page de discussion.
- Les titres sont pré-formatés par le logiciel. Ils ne sont ni en capitales, ni en gras.
- Le texte ne doit pas être écrit en capitales (les noms de famille non plus), ni en gras, ni en italique, ni en « petit »…
- Le gras n'est utilisé que pour surligner le titre de l'article dans l'introduction, une seule fois.
- L'italique est rarement utilisé : mots en langue étrangère, titres d'œuvres, noms de bateaux, etc.
- Les citations ne sont pas en italique mais en corps de texte normal. Elles sont entourées par des guillemets français : « et ».
- Les listes à puces sont à éviter, des paragraphes rédigés étant largement préférés. Les tableaux sont à réserver à la présentation de données structurées (résultats, etc.).
- Les appels de note de bas de page (petits chiffres en exposant, introduits par l'outil «  Source ») sont à placer entre la fin de phrase et le point final[comme ça].
- Les liens internes (vers d'autres articles de Wikipédia) sont à choisir avec parcimonie. Créez des liens vers des articles approfondissant le sujet. Les termes génériques sans rapport avec le sujet sont à éviter, ainsi que les répétitions de liens vers un même terme.
- Les liens externes sont à placer uniquement dans une section « Liens externes », à la fin de l'article. Ces liens sont à choisir avec parcimonie suivant les règles définies. Si un lien sert de source à l'article, son insertion dans le texte est à faire par les notes de bas de page.
- La présentation des références doit suivre les conventions bibliographiques. Il est recommandé d'utiliser les modèles {{Ouvrage}}, {{Chapitre}}, {{Article}}, {{Lien web}} et/ou {{Bibliographie}}. Le mode d'édition visuel peut mettre en forme automatiquement les références.
- Insérer une infobox (cadre d'informations à droite) n'est pas obligatoire pour parachever la mise en page.

Pour une aide détaillée, merci de consulter Aide:Wikification.
Si vous pensez que ces points ont été résolus, vous pouvez retirer ce bandeau et améliorer la mise en forme d'un autre article.
Pour les articles homonymes, voir Shankar.
Ne doit pas être confondu avec Adi Shankaracharya.
Aditya Shankar (né le 8 janvier 1985) est un producteur, scénariste, réalisateur, showrunner et acteur américain. Il est surtout connu pour Dredd, Castlevania et sa série de fan films One-Shot « Bootleg Universe ». Il est le plus jeune producteur à avoir un film numéro un au box-office nord-américain avec The Grey.
En 2014, Shankar est classé 20e dans la liste des « hommes indiens les plus influents au monde » du magazine GQ Il a cofondé la société de production 1984 Private Defence Contractors.

## Jeunesse
Aditya Shankar est né à Calcutta, au Bengale-Occidental, en Inde. Sa famille a passé ses années de formation à déménager entre Madras, Bombay, Hong Kong et Singapour. Deux jours avant le 11 septembre, il a immigré seul à Rhode Island, aux États-Unis, à l'âge de 15 ans. Shankar a étudié les communications, les affaires et le théâtre à l'université Northwestern et a obtenu son diplôme en juin 2007.

## Carrière
Ses satires Bootleg Universe incluent The Punisher: Dirty Laundry,, Venom : Truth in Journalism et Power/Rangers .
En 2015, Shanker a signé un contrat de trois films avec Disney's Maker Studios.

### Influences
Pour son controversé « Bootleg Universe », Shankar se réfère à Banksy comme une influence majeure. De plus, Shankar cite fréquemment le rappeur Eminem, les écrivains Warren Ellis et Takashi Murakami, le lutteur Diamond Dallas Page et Sephiroth comme influences artistiques et stylistiques.

### «Le problème Apu»
En avril 2018, Shankar a lancé un concours de scénario qui, espérait-il, encouragerait les gens à réécrire le personnage des Simpsons, Apu Nahasapeemapetilon « qui prend le personnage d'Apu et le subvertit de manière intelligente, le fait basculer, l'écrit intelligemment ou le fait évoluer. » Il a déclaré que, dans le cas où les producteurs de la série ne reprendraient pas le scénario gagnant, il produirait et distribuerait l'épisode dans le cadre de ses fan films « Bootleg Universe. »
Le 26 octobre 2018, Shankar a divulgué lors d'une interview avec IndieWire qu'Apu allait être exclu de la série, déclarant qu'il avait obtenu l'information de deux personnes qui travaillent pour Les Simpsons et d'une troisième source qui travaille directement avec le créateur Matt Groening. Le 28 octobre, le producteur exécutif et show runner des Simpsons, Al Jean, a répondu sur Twitter en disant « Adi Shankar n'est pas un producteur des Simpsons. Je lui souhaite le meilleur mais il ne parle pas au nom de notre série. »

## Filmographie

### Film
| Year | Title                       | Role                | Studio/Distributor    |
| ---- | --------------------------- | ------------------- | --------------------- |
| 2010 | Main Street                 | Producteur exécutif | Magnolia Pictures     |
| 2011 | Machine Gun Preacher        | Producteur exécutif | Relativity Media      |
| 2011 | The Grey                    | Producteur exécutif | Open Road             |
| 2012 | Dredd                       | Producteur exécutif | Lionsgate             |
| 2012 | Killing Them Softly         | Producteur exécutif | The Weinstein Company |
| 2012 | Gangs of Wasseypur          | Producteur exécutif | Cinelicious Pics      |
| 2013 | Broken City                 | Producteur exécutif | 20th Century Studios  |
| 2013 | Lone Survivor               | Producteur exécutif | Universal Pictures    |
| 2014 | The Voices                  | Producteur          | Lionsgate             |
| 2014 | A Walk Among the Tombstones | Producteur exécutif | Universal Pictures    |
| 2017 | Bodied                      | Producteur          | Neon                  |

### Télévision
| Year      | Title                                   | Role                | Distributor | Notes |
| --------- | --------------------------------------- | ------------------- | ----------- | ----- |
| 2017–2021 | Castlevania                             | Showrunner          | Netflix     | Ended |
| 2022      | The Guardians of Justice                |                     | Netflix     |       |
| 2023      | Castlevania: Nocturne                   | Executive Producer  | Netflix     |       |
| 2023      | Captain Laserhawk: A Blood Dragon Remix | Showrunner          | Netflix     |       |
| 2024      | Devil May Cry                           | Showrunner          | Netflix     |       |
|           | Assassin's Creed                        | Producteur exécutif | Netflix     |       |
|           | Hyper Light Drifter                     | Producteur exécutif | TBA         |       |
|           | PUBG                                    | Showrunner          | TBA         |       |

### Films one-shoot "Bootleg Universe"
| Year | Title                             | Length            | Genre           | Notes |
| ---- | --------------------------------- | ----------------- | --------------- | --- |
| 2012 | The Punisher: Dirty Laundry       | 9 min 50 seconds  | Action/Crime    | Thomas Jane reprises his role as Marvel anti-hero Frank Castle aka the Punisher from the 2004 film. |
| 2013 | Venom: Truth in Journalism        | 17 min 8 seconds  | Crime/Comedy    | In a black and white homage to cult Belgian black comedy Man Bites Dog and set in the late 1980s, Ryan Kwanten stars as Spider-Man's nemesis Eddie Brock / Venom as he is followed around by a documentary film crew. In a post-credits sequence, Shankar portrays rival documentary video director Sunil Bakshi, who is similarly following around the assassin Ben / Bullseye and filming him execute people. |
| 2014 | Judge Dredd: Superfiend           | 26 min 32 seconds | Action/Comedy   | An animated re-interpretation of Judge Dredd in the form of a violent Saturday morning cartoon. Does not take place in the continuity of the Shankar produced 2012 Judge Dredd film Dredd. |
| 2015 | Power/Rangers                     | 11 min 45 seconds | Action/Sci-Fi   | A dark reimagining of the Mighty Morphin Power Rangers that explores a timeline where the Rangers lost, starring James Van Der Beek and Katee Sackhoff, with Carla Perez reprising her role as Rita Repulsa from various Power Rangers series from 1994 to 1998. |
| 2015 | James Bond: In Service of Nothing | 10 min 55 seconds | Spy/Action      | An animated short film in the style of a film animatic, where after 30 years in the agency, James Bond is no longer required for his services leading to his retirement as he tries adjust himself to a new life in the present. |
| 2018 | Mr. Rogers: A War Hero            | 14 min 06 seconds | Biopic          | A "What if?" scenario based on the longstanding rumor where Fred Rogers served in the Vietnam War and based several characters on Mister Rogers' Neighborhood from his wartime comrades |
| 2019 | The End of Pokemon                | 5 min 25 seconds  | Action/Thriller | An animated fake trailer for a dark epilogue to the Pokémon anime series. |